# Francisco Antonio Pablo Sieni Flannings
Francisco Antonio Pablo Sieni Flannings (Barcelona, Cataluña, España 25 de enero de 1731 - Villanueva y Geltrú, Cataluña, España 18 de febrero de 1809) fue un eclesiástico español,  primer obispo auxiliar de La Habana, en la Capitanía General de Cuba.

"El obispo de Santiago de Cuba (Santiago José de Echavarría y Elguesúa) pidió un obispo auxiliar que lo ayudara a administrar los territorios de Luisiana y La Florida. El rey de España, Carlos III, propuso al P. Cirilo para el cargo. Fue elegido obispo titular de Tricala y auxiliar de Santiago de Cuba, con residencia en Luisiana el 25 de junio de 1784 por el Papa Pío VI. Fue consagrado en La Habana el 6 de marzo de 1785 por Mons. Echavarría, asistido por el P. Isidoro Fermoselle, O.F.M. Cap., prefecto del Colegio de Misioneros Capuchinos de La Habana, y por el P. Joaquín de Portillos, O.F.M.Cap., vice-prefecto del mismo colegio. El 10 de septiembre de 1787 ocurrió la división de la diócesis de Santiago de Cuba creándose la nueva diócesis de San Cristóbal de La Habana con territorio desmembrado de la antiguo y que comprendía Luisiana y La Florida. El obispo Cirilo continuó como encargado de éstos pasando a ser auxiliar de la diócesis habanera."
Episcopologio de la Iglesia Católica en Cuba

| Predecesor: primer Obispo Auxiliar | Obispo Auxiliar de La Habana 1787 - 1793 | Sucesor: José González de Cándamo y Cauniego |